# Elbląg (rivière)
Pour l’article homonyme, voir Elbląg (homonymie).
L'Elbląg (ou Elbing) est une rivière du nord de la Pologne, d'une longueur de 14,5 kilomètres. Elle prend sa source dans le lac Drużno et se jette dans la lagune de la Vistule.
Ses principaux affluents sont le Fiszewka, le Kumiela et la Tina.